# Symplocos bogotensis
Symplocos bogotensis är en tvåhjärtbladig växtart som beskrevs av August Brand. Symplocos bogotensis ingår i släktet Symplocos och familjen Symplocaceae. Inga underarter finns listade i Catalogue of Life.